# Josef Havel (archeolog)
Josef Havel (29. června 1950 Brno) je bývalý archeolog a v současné době ředitel Kanceláře generálního ředitele Českého rozhlasu.

## Životopis
V letech 1968–1974 vystudoval obory prehistorie a historie na Filozofické fakultě Univerzity Karlovy v Praze. V roce 1974 nastoupil jako archeolog do Muzea hlavního města Prahy, kde v letech 1978–1993 zastával funkci vedoucího archeologického oddělení. Specializoval se na období eneolitu, zvláště kulturu zvoncovitých pohárů.
Spoluvytvářel nový systém záchrany archeologických památek na území Prahy. Ve spojitosti s výstavbou a přestavbou Prahy realizoval desítky archeologických záchranných a předstihových výzkumů. K nejvýznamnějším patří výzkum evropského významu výšinného sídliště kultury nálevkovitých pohárů v Praze 6 Na Babě (1974–1978), průzkum nejbohatšího hrobu kultury se šňůrovou keramikou v Praze 8 Čimicích či hromadného hrobu bělohorských bojovníků v Praze 6 Na Vypichu. S kolegou Janem Kováříkem vytvořili proslulý tandem „HAVKO“, který v mikrobusu a s humorem vyjížděl na záchranné archeologické výzkumy spojené s výstavbou Prahy po způsobu záchranné služby zdravotní.
Současně se věnoval přednáškové a publikační činnosti, zvláště popularizaci oboru v médiích. Spolupracoval např. s deníkem Mladá fronta, časopisy Sedmička a Signál, týdeníkem Svět v obrazech, s Československým rozhlasem a Čs. televizí. S Janem Kováříkem byl rovněž autorem umělecko-naučných knih pro mládež.
Stále výraznější inklinace k novinářské práci jej v roce 1993 vedla k odchodu z oboru a přechod na pozici zástupce ředitele Českého rozhlasu Regina, načež od roku 1994 působil jako programový ředitel prvního českého celoplošného rádia Alfa. V roce 1995 byl jmenován do funkce ředitele Úseku programu Českého rozhlasu. Od roku 2006 byl výkonným ředitelem Českého rozhlasu a poté ředitelem Českého rozhlasu Regina a regionálního vysílání. Od roku 2013 zastával funkci tajemníka generálního ředitele a od 1. 3. 2016 je ředitelem Kanceláře generálního ředitele Českého rozhlasu Mgr. René Zavorala.
V letech 2000–2004 byl předsedou a poté členem Správní rady Akademie výtvarných umění v Praze, od roku 2008 členem správní rady Akademie múzických umění v Praze. V rámci funkcí v Českém rozhlase byl též ředitelem Mezinárodního festivalu rozhlasové tvorby v Poděbradech (1995–2006).

## Osobní život
Josef Havel je ženatý, jeho manželka Milena Havlová (roz. Staňková) je překladatelka z anglického jazyka, mj. seriál Přátelé. Je výhradní překladatelkou knih Joy Fieldingové. Mají spolu dvě dcery: Kateřinu Knapovou (nar. 1973), která je správkyní počítačových sítí MV, a Alžbětu Zahrádeckou Havlovou (nar. 1980), která je redaktorkou a zástupkyní vedoucí kulturní redakce Českého rozhlasu Radiožurnál. Manželé Havlovi mají 5 vnoučat: Josefa, Anežku, Sebastiána a dvojčata Prokopa a Přemysla.
V letech 1969–1979 byl Josef Havel hráčem 1. ligy ragby, v roce 1973 byl v juniorské reprezentaci ČSSR. Je certifikovaným trenérem fitness. K jeho zájmům patří kromě rodiny také vaření, sport, čtení a dobré víno.

## Dílo
V Muzeu hl. města Prahy se podílel na přípravě expozic „Praha v pravěku“ (1986) a „Praha v pravěku a raném středověku“ (1994) a výstav „Historie pod panely“ (1983) či „Den u Mamutů“ (1990).

### Odborné práce
- Pohřebiště a sídliště únětické kultury v Praze 8 – Čimicích (1980)
- Hromadný hrob bělohorských bojovníků (1980)
- Baba – výšinné sídliště kultury nálevkovitých pohárů v Praze 6/Dejvicích (1986)
- Minulost a současnost archeologického výzkumu pravěku na pražském území (1992), společně s Janem Kováříkem.

### Populárně naučné
- Kde bydlely Venuše (Albatros 1983), populárně naučná kniha o řemesle zvaném archeologie, společně s Janem Kováříkem.
- Svět ve škatulce (Albatros 1986), populárně naučná kniha o muzejnictví, společně s Janem Kováříkem.
- Příběh dívky N., televizní film s prehistorickou tematikou